# Slavko Mihalić
Slavko Mihalić (Károlyváros, 1928. március 16. – Zágráb, 2007. február 5.) horvát költő, regényíró, újságíró, irodalomkritikus és akadémikus volt.

## Élete és pályafutása
Az elemi iskolát és a gimnáziumot Károlyvárosban végezte, majd a Zágrábi Egyetem Filozófiai Karán tanult horvát nyelvet és irodalmat. 14 éves korától írt. A zágrábi filozófiai karon elindította a „Tribina” című irodalmi havilapot (1952). A Lykos kiadónál volt szerkesztő. Az ötvenes évek végén részt vett költészeti fesztiválok szervezésében, a „Književna tribina” című irodalmi újság főszerkesztője volt. A lap felfüggesztésekor a Horvát Írószövetséghez került, a „Telegram” kulturális hetilapban dolgozott helyettes szerkesztőként, többször megválasztották a szövetség titkárává, ahol a horvát irodalom más nyelvekre fordítására elindította a „Most/The bridge” című lapot, és megalapította a „Zagrebački književni razgovori” (ZKR) nevű irodalmi találkozókat.
1967-ben egyik megfogalmazója volt a horvát irodalmi nyelv nevéről és pozíciójáról közzétett nyilatkozatnak. Mihalić szerint nyomás nehezedett rájuk annak megakadályozására, hogy a nyilatkozat szövegét egy előkészített, kiadásra kész tervezetből a Telegramban kinyomtassák, később pedig üldözzék mindazokat, akik nem akartak a dokumentumról lemondani. „El kellett hagynom a Telegramot, elvesztettem a munkámat, majd 1971-ben minden támadás kiújult” – írta. Minden év március 16-án az irodalmi társaság nyilatkozatban ünnepelte meg születésnapját.
A nehéz hetvenes években többnyire fordított, főleg szlovénból, amiért megkapta a szlovén Župančičeva listina-díjat. Az Öt évszázad horvát irodalom könyvtárának, a Matica hrvatska bibliotékájának a titkára lett. 1983-tól a Horvát Tudományos és Művészeti Akadémia levelező, 1991-től pedig rendes tagja volt. 1995-től a Szlovén Tudományos és Művészeti Akadémia levelező tagja. 1987-től 2006-ig Fórumnak az Akadémia Irodalmi Osztálya irodalmi havilapjának főszerkesztője, 2001-től 2006-ig a Horvát Írószövetség elnöke volt. Macedóniából származó verseket is fordított horvátra, néhány verset Konstantin Miladinovtól is fordított. Verseskötetei világszerte több mint 20 nyelven jelentek meg. Költői munkásságáért és életművéért többek között megkapta a Goranov Vijenac-díjat (1990) és a Vlagyimir Nazor-díjat (1996).

## Irodalmi munkássága
Eleinte tradicionális íróként, első 12 verses „Komorna muzika” (Kamarazene) című verseskötetével (1954) egzisztencialista költőként, a Krugovaš-nemzedék tagjaként mutatkozott be. A „Put u nepostojanje” (Út a nemléthez, 1956), a „Početak zavorava” (A felejtés kezdete, 1957) és a „Darežljino gogonstvo” (1959) köteteiben a magány és az egyén fenyegetettsége motívuma érvényesül. A halál, a szorongás, a félelem, az elidegenedés, a tehetetlenség, a kudarc, a kétség és a defetizmus határállapotaiban az emberi lény törékenységének egyre hangsúlyosabb egzisztencialista témáinak kidolgozásával írta meg a „Godišnja doba” (Évszakok, 1961), a „Ljubav za stvarnu zemlju” (Szerelem a valódi Földért, 1964), „Posljednja večera” (Az utolsó vacsora, 1969) és „Vrt crnih jabuka” (A fekete almák kertje, 1972) című versesköteteit. A Krugovaš-nemzedék tagjai közül ő állt a leghatározottabban a költészet konteksztusához, hangsúlyozva annak a döntésnek a szükségességét, amellyel az ember megválasztja sorsát. A horvát tavasz után a történelmi események iránti viszonya sötét szkepticizmusban és gonosz előérzetekkel teli cinizmusban nyilvánult meg. Az 1990-es horvátországi történelmi változásoknak megfelelően verseinek általános hangvétele pozitív értelemben változott, és az élet rendjéből és a hazafias költészet pozitív motívumai jelentek meg bennük. Ide tartoznak „Mozartova čarobna kočija” (1991), „Zavodnička šuma” (1992), „Karlovački diptih” (1995), „Približavanje oluje” (1996), és „Močvara” (2004) című kötetei.
Mihalić költészetének egészét a létre való reflexió jellemzi, ebből ered verseiben az érzelem és az intellektualitás fúziója. A látszólag ellentétes, de mélyen harmonizált asszociációk, érzelmek és gondolatok meglepő kapcsolata strukturálja őket, így koherenciájuk az ellentétek állandó játékából és az elvi antidoktrinerségből fakad. Ezeknek a daloknak az üzenete és tudása az értékrend felbomlásának egyfajta víziójából jött létre, s az ebből fakadó kifejezési kétértelműség, többértelműség növeli a szöveg informatívságát. A képalkotás az elképzelések konkretizálásából adódik, az asszociativitást pedig szigorúan logikai és pszichológiai motiváció adja. A ritmus megszólal, váratlan gondolatvillanásokkal összehangolva, vagyis alárendelve az egész értelmének, megerősítve Mihalić modernségét, mesterségét formai szinten is.

## Főbb művei
- Komorna muzika, Zagreb 1954.
- Put u nepostojanje, Zagreb 1956.
- Početak zaborava, Zagreb 1957.
- Darežljivo progonstvo, Zagreb 1958.
- Godišnja doba, Zagreb 1961.
- Ljubav za stvarnu zemlju, Zagreb 1964.
- Prognana balada, Kruševac 1965.
- Jezero, Beograd 1966.
- Izabrane pjesme, Zagreb 1966.
- Posljednja večera, Zagreb 1969.
- Vrt crnih jabuka, Zagreb 1972.
- Orfejeva oporuka, Zagreb 1974.
- Krčma na uglu, Trst-Koper 1974.
- Petrica Kerempuh, u starim i novim pričama, Zagreb 1975.
- Klopka za uspomene, Zagreb 1977.
- Izabrane pjesme, u: Pet stoljeća hrvatske književnosti, knj. 164, Zagreb 1980.
- Pohvala praznom džepu, Zagreb 1981.
- Atlantida, Beograd 1982.
- Tihe lomače, Zagreb 1985.
- Iskorak, Zagreb 1987.
- Izabrane pjesme, Zagreb 1988.
- Mozartova čarobna kočija, Zagreb 1990.
- Ispitivanje tišine, Zagreb 1990.
- Zavodnička šuma, Zagreb 1992.
- Baršunasta žena, Zagreb 1993.
- Karlovački diptih, Karlovac 1995.
- Približavanje oluje, Zagreb 1996.
- Pandorina kutija, Zagreb 1997.
- Sabrane pjesme, Zagreb 1998.
- Akordeon, Zagreb 2000.
- Močvara, Zagreb 2004.
- Posljednja večera, Vinkovci 2005.[3]

Néhány művét a lengyel író és fordító Łucja Danielewska fordította le horvátról lengyelre „Żywe złówka” című 1996-os antológiájában.

## Emlékezete
- A Stjepan és Slavko Mihalić Emlékszoba 2007-ben nyílt meg a károlyvárosi Ivan Goran Kovačić Városi Könyvtár helyi osztályának részeként, mely a két író irodalmi hagyatékát és személyes tárgyait tartalmazza.
- A Slavko Mihalićot ábrázoló károlyvárosi falfestményt Leonard Lesić és Dalibor Juras készítette 2020-ban

## Fordítás
Ez a szócikk részben vagy egészben  a   Slavko Mihalić című horvát Wikipédia-szócikk ezen változatának fordításán alapul.  Az eredeti cikk szerkesztőit annak laptörténete sorolja fel. Ez a jelzés csupán a megfogalmazás eredetét és a szerzői jogokat jelzi, nem szolgál a cikkben szereplő információk forrásmegjelöléseként.